# Karin Hiller-Ewers
Karin Hiller-Ewers (* 12. April 1952 in Berlin) ist eine deutsche Politikerin (SPD) und ehemaliges Mitglied im Abgeordnetenhaus von Berlin.

## Biografie
Karin Hiller-Ewers studierte nach dem Abitur ab 1972 Betriebswirtschaft an der Fachhochschule für Wirtschaft in Berlin mit Abschluss als Diplom-Betriebswirtin. Anschließend war sie bis 1987 bei der Deutschen Bundespost tätig.

## Politik
Hiller-Ewers trat 1989 in die SPD ein. Sie wurde 1995 in das Abgeordnetenhaus gewählt, dem sie für eine Legislaturperiode bis 1999 angehörte. Seitdem vertritt sie ihre Partei in der Bezirksverordnetenversammlung Reinickendorf.